# Університет ЦРУ
Університет ЦРУ (УЦРУ, англ. CIA University, CIAU) — заклад початкової освіти Центрального розвідувального управління США (ЦРУ). Університет, заснований в 2002 році в Шантіллі, штат Вірджинія, проводить курси з різних тем, пов'язаних із розвідкою, починаючи від виробництва хімічної зброї та закінчуючи іноземними мовами. Серед студентів — нові працівники ЦРУ, досвідчені офіцери, допоміжний персонал та особи з інших розвідувальних агенцій США. Університет ЦРУ не видає освітні чи наукові ступені.

## Історія
Центральне розвідувальне управління було засновано в 1947 році, а в 1950 році ЦРУ створило свій перший навчальний заклад — Офіс навчання та освіти (англ. Office of Training and Education). У 1990-х роках, після закінчення Холодної війни, скорочення бюджету змусило ЦРУ різко скоротити розмір і обсяг своїх навчальних програм. Під час перебування на посаді директора Центрального розвідувального управління Джордж Тенет вирішив, що ЦРУ потрібна розширена програма навчання, щоб допомогти утримати талановитий персонал. Тенет дозволив створити новий навчальний центр незабаром після терористичних атак 11 вересня 2001 року, і таким чином у 2002 році було засновано Університет ЦРУ. Сьогодні кампус Університету ЦРУ розташований в офісних будівлях Dulles Discovery у Шантіллі, штат Вірджинія, які були побудовані в 2007 і 2010 роках.

## Курси
Університет ЦРУ є закладом початкової освіти ЦРУ, який працює в партнерстві з Національним університетом розвідки та слугує центром, який об'єднує інші освітні програми ЦРУ, такі як Школа аналізу розвідки Шермана Кента. Університет не видає освітні чи наукові ступені.
Університет проводить від 200 до 300 курсів щороку. Кожен курс зазвичай триває два тижні або менше, за винятком базового навчання нових працівників (позначається як «CIA 101»), яке триває кілька тижнів, і мовних курсів, які тривають від 21 до 44 тижнів. Співробітники ЦРУ проходять підготовку впродовж своєї кар'єри в агентстві, а перелік курсів постійно оновлюються, щоб відповідати поточними подіями. Курси проводяться в традиційній аудиторії або можуть проводитися онлайн, через відеоконференцію або через подкасти. В університеті вивчаються такі предмети, як виробництво хімічної зброї, комунікативні навички, захисне водіння, брудні бомби, географія критичних регіонів, інформаційні технології, розвідувальне співтовариство, відмивання грошей, управління проєктами, тероризм, зброя масового ураження, розповсюдження зброї та тренування зі зброєю. Крім того, в університеті викладаються 16 мовних курсів. Свого часу студентів навчали, як складати щоденне президентське резюме; однак у 2005 році відповідальність за підготовку щоденного президентського резюме було передано від ЦРУ Директору Національної розвідки.

## Студенти та викладачі
Університет ЦРУ навчає нових співробітників агентства, а також досвідчених офіцерів розвідки, науковців та інженерів розвідки. Університет також готує офіцерів підтримки ЦРУ, наприклад, тих, хто займається фінансами, кадрами чи логістикою. До 15 відсотків слухачів університету становлять співробітники інших розвідувальних агенцій США, таких як Розвідувальне управління Міноборони США та Федеральне бюро розслідувань. Університет ЦРУ не навчає шпигунів, як правило, іноземних осіб, які не вважаються офіцерами розвідки.
Викладацький склад університету складається з професійних педагогів разом із експертами з розвідки, залученими з агентства. Багато кейсів і вправ в університеті взято з історичного досвіду ЦРУ.